# AAA National Championship Trail 1955
AAA National Championship Trail 1955 var ett race som kördes över elva omgångar. Bob Sweikert tog hem såväl säsongens Indianapolis 500 som titeln.

## Delsegrare
| Datum        | Bana             | Vinnare        |
| ------------ | ---------------- | -------------- |
| 30 maj       | Indianapolis 500 | Bob Sweikert   |
| 5 juni       | Milwaukee        | Johnny Thomson |
| 19 juni      | Langhorne        | Jimmy Bryan    |
| 20 augusti   | Springfield      | Jimmy Bryan    |
| 28 augusti   | Milwaukee        | Pat Flaherty   |
| 5 september  | DuQuoin          | Jimmy Bryan    |
| 5 september  | Pikes Peak       | Bob Finney     |
| 10 september | Syracuse         | Bob Sweikert   |
| 17 september | Indiana          | Jimmy Bryan    |
| 16 oktober   | Sacramento       | Jimmy Bryan    |
| 6 november   | Arizona          | Jimmy Bryan    |

## Slutställning
| Plats | Förare            | Poäng  |
| ----- | ----------------- | ------ |
| 1     | Bob Sweikert      | 2290   |
| 2     | Jimmy Bryan       | 1480   |
| 3     | Johnny Thomson    | 1380   |
| 4     | Tony Bettenhausen | 1060   |
| 5     | Andy Linden       | 1047,8 |
| 6     | Jimmy Davies      | 890    |
| 7     | Pat O'Connor      | 800    |
| 8     | Pat Flaherty      | 790    |
| 9     | George Amick      | 750    |
| 10    | Walt Faulkner     | 447,5  |